# Dorney Lake
Der Dorney Lake ist ein künstlicher, annähernd rechteckiger See in der Grafschaft Buckinghamshire im Vereinigten Königreich, der eigens für Ruderregatten angelegt wurde. Er befindet sich beim Dorf Dorney nahe den Städten Eton und Windsor. Der See ist im Eigentum des Eton College, das die gesamten Baukosten in Höhe von 17 Millionen Pfund selbst finanzierte und keine Steuergelder in Anspruch nahm. Zwar wird der See hauptsächlich von den Ruderern des Internats genutzt, doch steht er auch anderen Ruderern sowie Kanusportlern, Drachenbooten und für Triathlon-Training zur Verfügung.
Der See entspricht den FISA-Normen für Regattastrecken der Kategorie A: Stilles Gewässer mit gleichbleibenden Wasserbedingungen, eine Gerade von 2000 Metern Länge für die Austragung von Rennen, acht Ruderbahnen mit einer Breite von je 13,5 Metern, Wassertiefe von mindestens 3,5 Metern und ein Rückkehrkanal für Transporte zurück zum Start.
Die Bauarbeiten begannen 1996, erste bedeutende Veranstaltung war der Ruder-Weltcup im Mai 2005. Seither fanden hier weitere wichtige Regatten wie der Coupe de la Jeunesse 2005 und die Ruder-Weltmeisterschaften 2006 statt. 2011 war Dorney Lake Austragungsort der Junioren-Weltmeisterschaften im Rudern.
Bei den Olympischen Spielen 2012 war der Dorney Lake Austragungsort für die Wettbewerbe im Rudern und Kanurennsport, und bei den Paralympics 2012 war er Austragungsort für die Wettbewerbe im Rudern. Dafür sind temporäre Tribünen für bis zu 30.000 Zuschauer entstanden.